# ペチカ

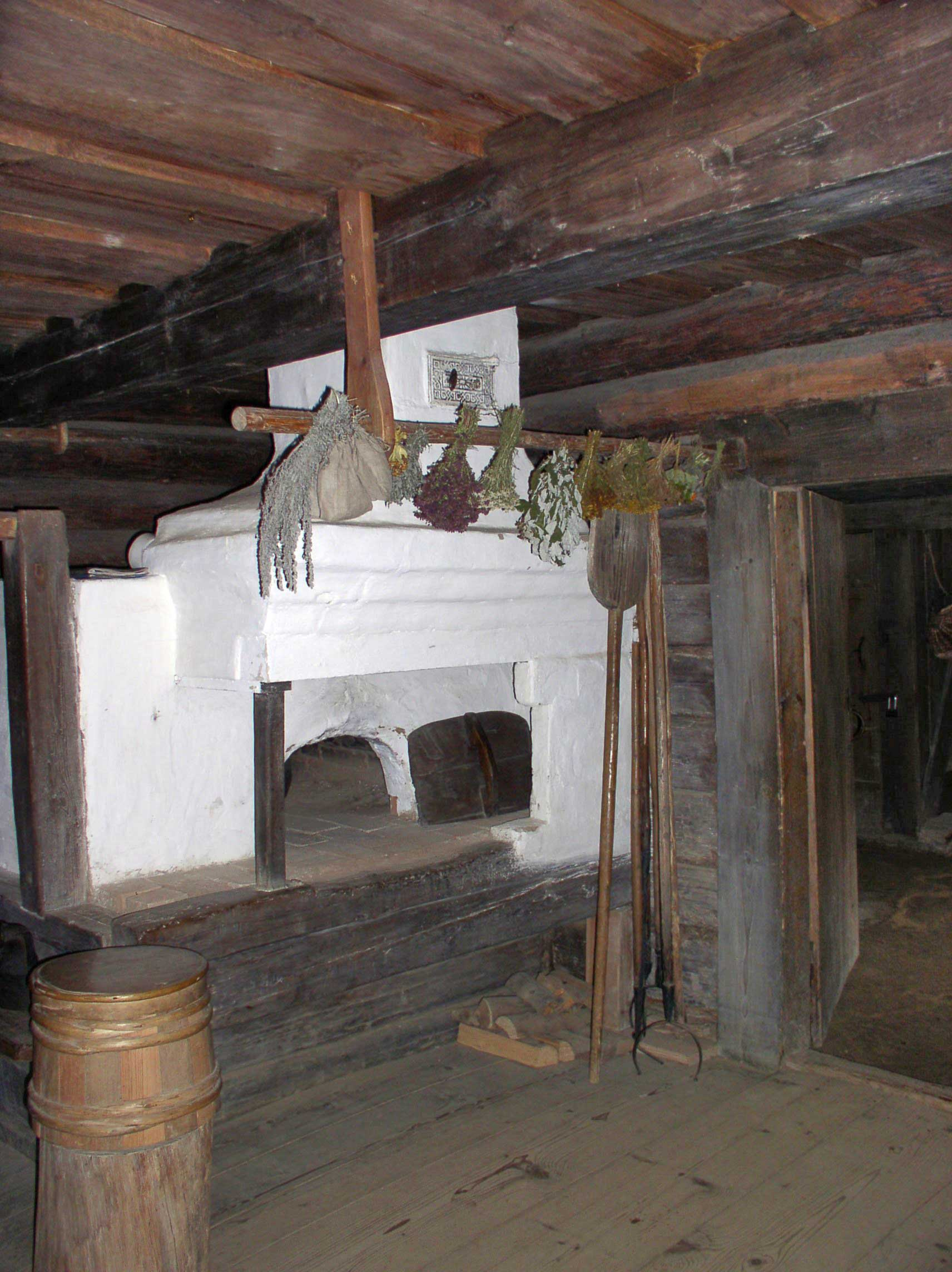
ロシアの伝統的なペチカ

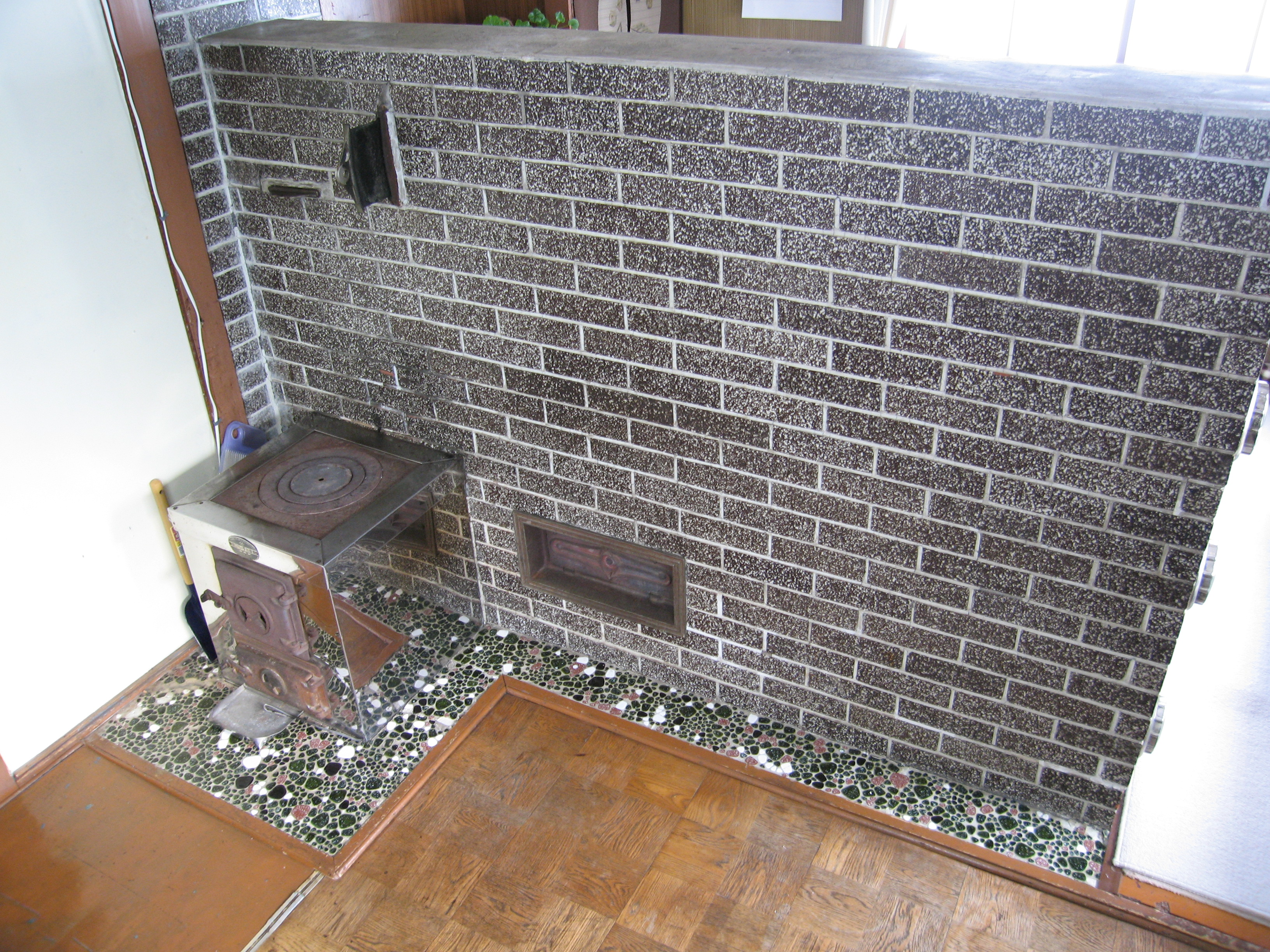
北海道のペチカ

ペチカ（ペーチカ、ロシア語: печка pechka ピェーチカ）は、ロシアの暖炉兼オーブンである。これはペーチ (ロシア語: печь pech) の小形で、ロシアでは標準的なスタイルの暖炉全般を指す語である。ペチカ形式の暖房設備はロシアの近隣国でも広く見られる。日本では特にロシア式暖炉のことを指し、北海道で使用されている。

## 歴史
17世紀の北欧で石ではなくレンガで囲まれた形式の暖炉が発明された。ロシアでこれを発展させたものがペチカである。

## 使用法
ペチカは暖炉や薪ストーブと同じく薪や石炭を燃料として用いるが、使用法は全く異なる。本格的に運用するには2 - 3日以上火を入れることが求められる。構造的には空気調整口と煙突ダンパーを完全に密閉する必要がある。
ペチカは煙道が非常に長く、焚き口で燃料を燃やしても火が着きにくいので、まず煙突直下で少量の燃料を燃やして上昇気流を作り出し、風の通り道を確保しなければならない。燃料には薪や石炭を使用するが、早く高温で燃やす必要があり、通気路確保のために煙突ダンパーと空気調整口を全開にして燃やす。薪は火の温度を高くするために小さく割り、通常の暖炉や薪ストーブのように徐々にではなく、焚き口に入るだけの量を一気にくべなければならない
焚き口から明るい炎が見えなくなったら、煙突ダンパーと空気調整口を半分閉じ、熾が暗赤色になったら煙突ダンパーと空気調整口を完全に閉じてペチカに蓄えられた熱を封じ込める。密閉が不十分だと熱が煙突を通じて逃げるだけでなく、一酸化炭素中毒の危険性もある。着火後1時間で空気調整口と煙突ダンパーを閉じ、さらに1時間でペチカの表面が暖かくなるように焚くのが上手な使い方である。
ペチカは一度燃やすと9時間程度、大型のものなら15時間は安定して放熱する。3立方メートルほどのペチカの場合、朝夕2回燃やせば60 - 70平方メートルの屋内を暖めることができる。

## 用途

### 暖房
煙道をめぐらせたレンガ製の壁面の輻射熱で部屋を暖める。ロシアでは焚き口の炉は暖炉、石釜、薪ストーブなど様々な形状があり、オーブンやコンロの機能を兼ね備えた物も多い。日本では焚き口の炉が50センチメートルほどの立方体の形状をした、コンロとしても利用できる物が多い。内部に温水管を通し貯湯タンクと組み合わせることにより給湯設備として利用されることもある。設計に左右されるが、火力による熱量のうち90%以上を暖房として用いる事ができ、ほかの暖房設備と比較しても極めて熱効率が良く、暖房の必要期間が長い北国で重宝される。
暖まるまでに二時間以上かかるが、一度暖まるとペチカ特有の心地よさがある。ペチカを複数の部屋の間仕切りとして設置することにより、二部屋から四部屋を同時に暖めることができる。燃料は石炭や薪のほか、最近では石油ストーブを組み込んだものが主流となっている。石炭は北海道ひと冬で2 - 3トンほど消費する。
日本における受容は、北欧生まれの暖房の技術がロシアを経由し、開拓使によって1880年(明治13年)頃に北海道に持ち込まれ、さらに満州拓殖公社が改良したものが北海道に普及したと言われている。導入当初の満州開拓事業団型のペチカは縦煙道型であったが、現在北海道で良く見られるペチカは横煙道型である。また丸型ペチカは大正時代に普及した。炭鉱の閉山、石油ストーブ・暖房エアコン・セントラルヒーティングの普及と共に、暖房器具の導入も選択肢が出来た。ペチカのある暮らしも見直されている。
ペチカの用具としては什能（石炭用スコップ）、デレッキ（火かき棒）などがある。メンテナンスとして年一回、煙道の掃除が必要となる。ただし、煙突はペチカの特性上ほとんど煤がつかないので掃除はほぼ必要がない。

### 調理
オーブンのほか、レンジ、パン焼きの窯としても使われる。

### 風呂
内壁に水をかけて蒸発させ、蒸し風呂とする。しばしば、調理のあとの余熱を利用する。